# Orthocormus
Orthocormus è un genere di pesci ossei estinto, appartenente ai pachicormiformi. Visse nel Giurassico superiore (Kimmeridgiano - Titoniano, circa 155 - 145 milioni di anni fa) e i suoi resti fossili sono stati ritrovati in Europa.

## Descrizione
Dal profilo slanciato, questo pesce mostrava tutte le caratteristiche di un forte e veloce nuotatore. Le dimensioni variavano da specie a specie: Orthocormus cornutus era lunga anche oltre un metro, mentre O. teyleri e O. roeperi superavano di poco il mezzo metro di lunghezza. Il cranio possedeva un rostro appuntito, costituito dall'osso rostrodermetmoide, dotato inoltre di due grandi denti dritti e acuminati. Il resto delle fauci erano armate di piccoli denti conici, anche se le specie più piccole (O. teyleri e O. roeperi) possedevano grandi denti acuminati nella parte anteriore della mandibola. Le pinne pettorali, come in altre forme simili, erano a forma di falce e molto allungate, anche se almeno in alcune specie non sembra esserci stata la tipica diramazione a Y dei raggi delle pinne riscontrata negli altri pachicormiformi. 

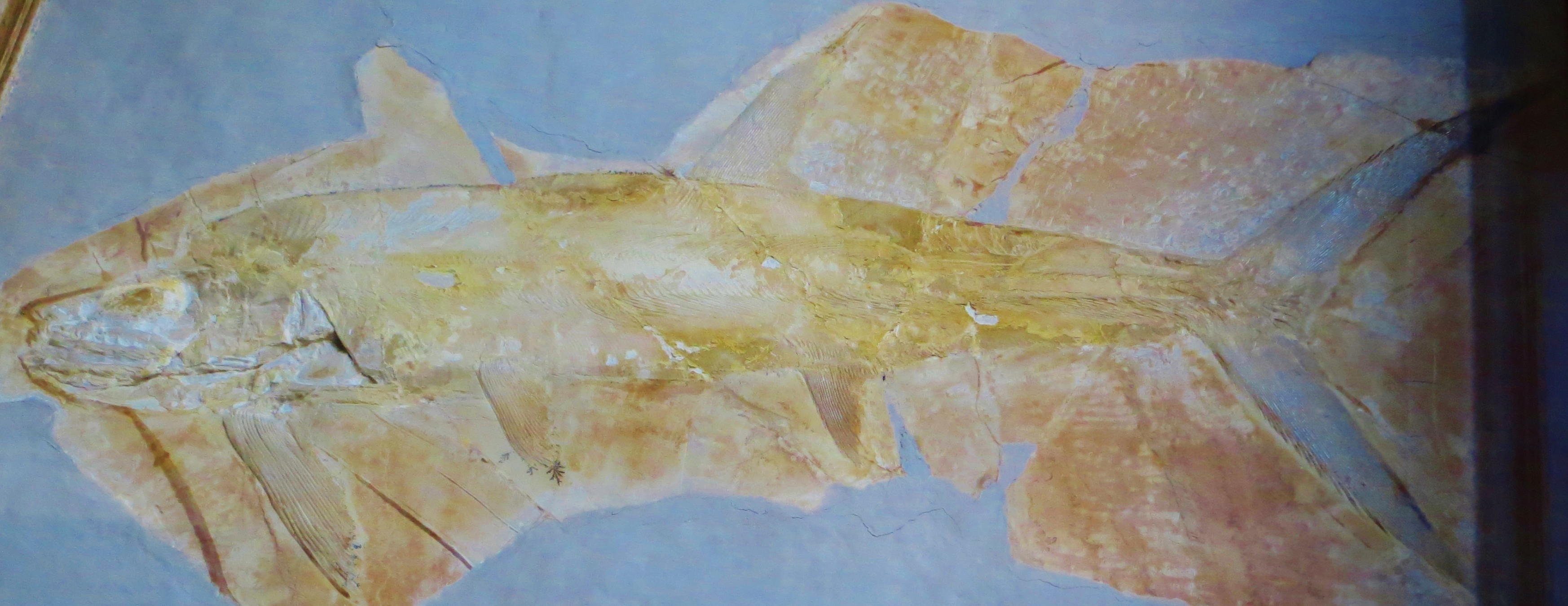
Fossile di Orthocormus teyleri

La pinna caudale era ampiamente biforcuta e, almeno nella specie O. roeperi, dotata di alcune grosse scaglie sporgenti alla base; questa struttura, nota come apparato scaglioso caudale, non è noto in alcun altro pachicormiforme, anche se forse era presente in Sauropsis. La colonna vertebrale era formata da una notocorda persistente priva però dei cordacentri, ma con arcocentri sporgenti e ben sviluppati nella regione caudale. 

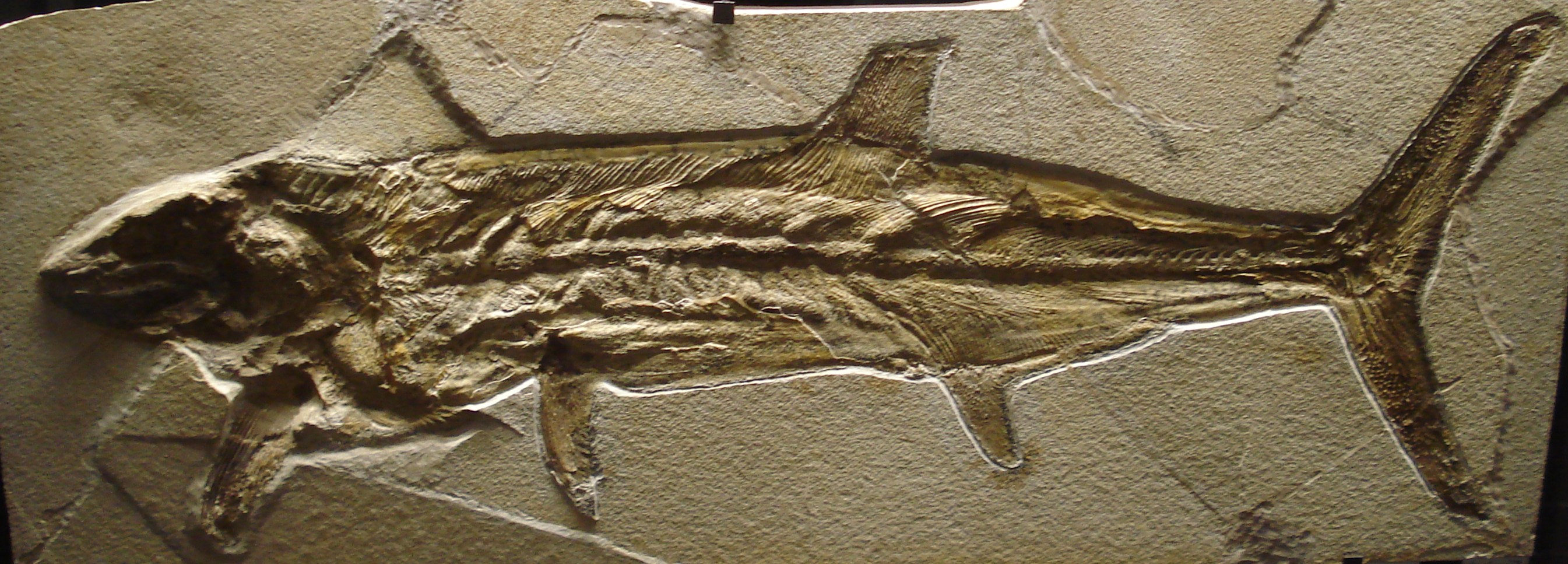
Fossile di Orthocormus cornutus

## Classificazione
Orthocormus venne descritto per la prima volta nel 1930, sulla base di fossili ritrovati in Baviera (Germania meridionale) nel famoso giacimento di Solnhofen. La specie tipo è O. cornutus, del Titoniano. Altre specie sono state scoperte in terreni leggermente più antichi (Kimmeridgiano) a Čerín in Francia (O. teyleri) e ancora in Baviera (O. roeperi). Queste ultime due si differenziano dalla specie tipo, oltre che per le minori dimensioni, anche per alcuni dettagli anatomici riguardanti la dentatura e la struttura delle pinne.

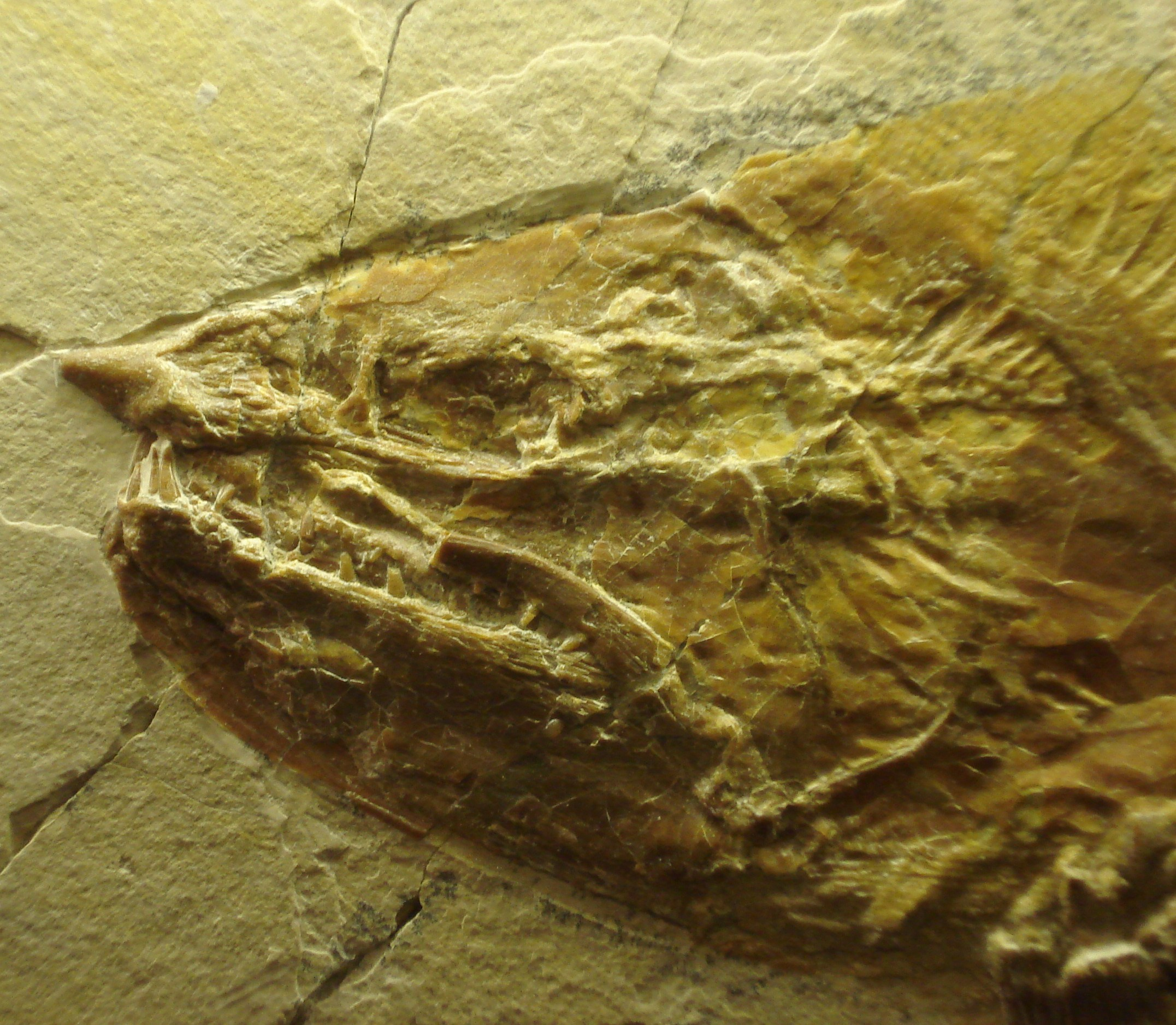
Cranio di Orthocormus roeperi

Orthocormus fa parte dei pachicormiformi, un gruppo di pesci ossei vicini all'origine dei teleostei, particolarmente diffuso nei mari del Giurassico e del Cretaceo. In particolare, Orthocormus fa parte di un gruppo che vede il definitivo sviluppo nel corso del Cretaceo, con l'apparizione di forme quali Protosphyraena dotato di un rostro allungato e di denti superiori molto sporgenti.

## Paleoecologia

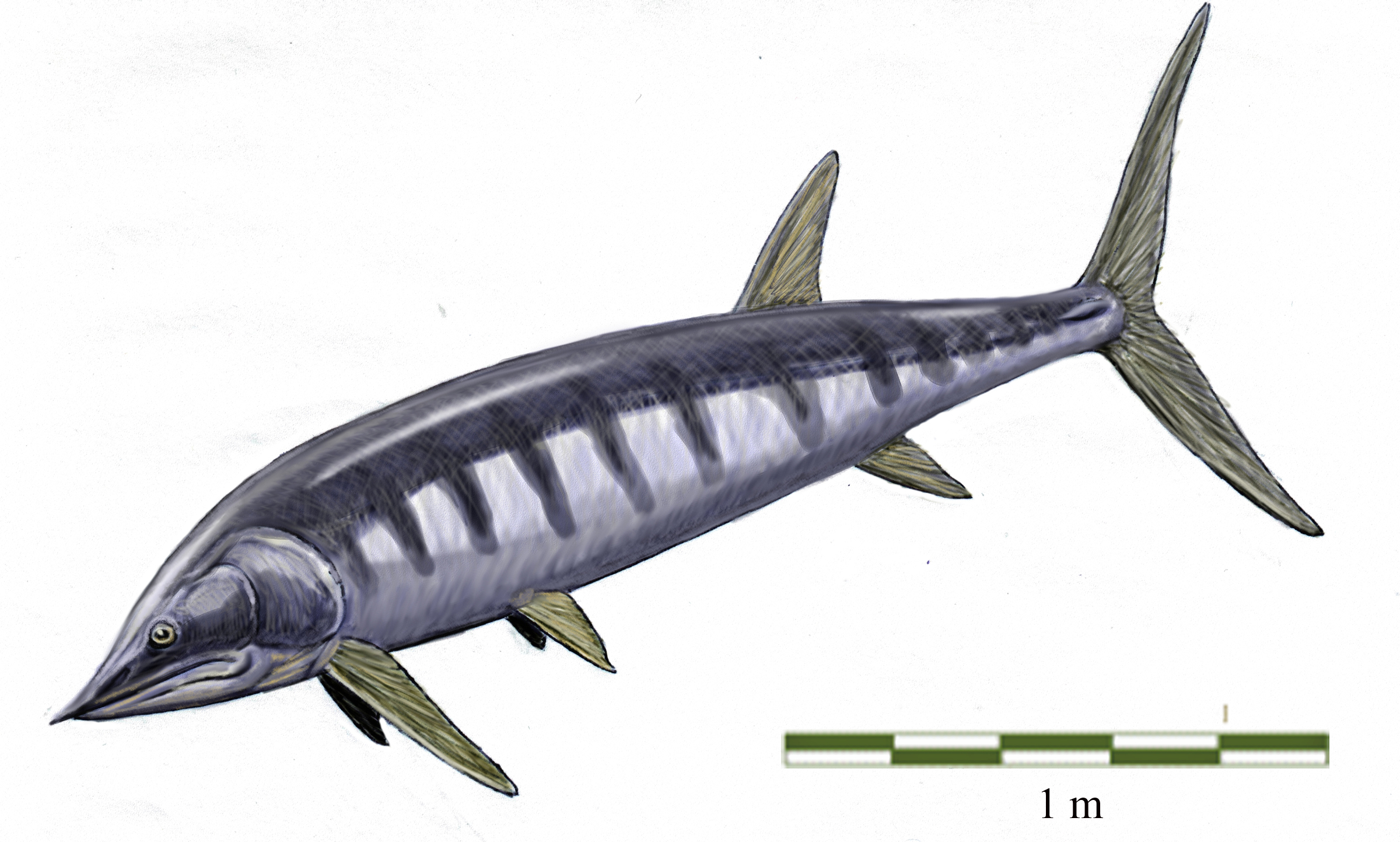
Ricostruzione di Orthocormus cornutus

Orthocormus doveva essere un veloce e potente predatore, che si nutriva di altri pesci più piccoli nei mari bassi e nelle lagune dell'Europa del Giurassico superiore. L'apparato scaglioso caudale, riscontrato in O. roeperi, è stato interpretato come un adattamento al nuoto veloce comparabile a quello degli odierni tonni (Arratia e Schultze, 2013). Negli stessi luoghi vivevano altri pachicormiformi dalle abitudini alimentari completamente diverse, come Asthenocormus e Pseudoasthenocormus.